# 鈴木くるみ
鈴木 くるみ（すずき くるみ、1979年9月10日 - ）は、日本のアイドル、ストリッパー。
身長151cm、スリーサイズ はB87cm（Eカップ）・W59cm・H86cm。血液型はO型。京都府出身。

## 略歴
地元の高校を卒業後、ワーキングホリデーでオーストラリアに1年間滞在し、帰国後に上京したところ、渋谷駅前でスカウトされてこの業界へ。
1998年2月28日、『クリの花びら濡れる頃』（ティファニー）でAV女優としてデビュー。同年7月1日、ストリッパーとして浅草ロック座で初舞台を踏む。所属は浅草ロック座。
当初はロック座を支える人気女優の1人とされていたが、2004年10月頃から一切の出演がなく、AVのリリースもないことから、事実上の引退と見られている。

## 人物
- 愛称は「くるりん」。チャームポイントは目と胸の形。
- キュートな笑顔、張りのあるバスト、中学から高校と続けていた新体操の経験をいかした美しいポージングを見せる。
- ストリップ時代には、かとう美梨絵、河合あいかと共に「ロリロリシスターズ」なる3人組を結成し、3人揃って舞台を踏んだこともあった。
- 趣味は旅行、ハローキティとテディベアのコレクション。特技は英会話と絵。
- 好きな物はチョコレート、スムージー、ジェラートなどの甘い物。
- 嫌いな物はワサビ、天ぷら、酢の物、ナマコ、タマネギ、和食全般。

## 主な出演作品

### アダルトビデオ
- クリの花びら濡れる頃（1998年2月28日、ティファニー）- デビュー作
- しゃぶりんぼ（1998年3月27日、ティファニー）
- いたずらクリちゃん（1998年5月10日、h.m.p）
- しゃぶりハニー（1998年6月26日、ティファニー）
- ブルマでsexしちゃった女子校（1998年11月1日、h.m.p）
- コスプレアイドル Best8（2000年1月25日、h.m.p）
- ラブドール（2000年6月1日、笠倉出版社）
- Sweet little stripper（2000年6月21日、笠倉出版社）
- もっこりブルマ学園たてすじグリグリ（1998年7月27日、ミス・クリスティーヌ）